# Tephrosia praecana
Tephrosia praecana là một loài thực vật có hoa trong họ Đậu. Loài này được Brummitt miêu tả khoa học đầu tiên.